# پاسرانو مارموریتو
پاسرانو مارموریتو (به ایتالیایی: Passerano Marmorito) یک کومونه در ایتالیا است که در استان آسته واقع شده‌است.

## خصوصیات
پاسرانو مارموریتو ۱۲٫۱ کیلومترمربع مساحت و ۴۵۱ نفر جمعیت دارد و ۳۲۰ متر بالاتر از سطح دریا واقع شده‌است.